# Infernal Affairs (film)
Infernal Affairs (無間道S, cantonese: Mou gaan dou, cinese: Wújiàn dào) è un film del 2002 diretto da Andrew Lau e Alan Mak.

## Trama
Hon Sam è a capo di una Triade nel quartiere di Tuen Mun (Hong Kong). La sua attività criminale si occupa di spaccio di hashish e cocaina. Egli cerca di assoldare ragazzi giovani incensurati del quartiere per farli diventare:
(Sam)
Lau Kin-ming è uno di questi ragazzi. Si infiltra nelle forze di polizia di Hong Kong, frequenta la dura accademia per ordine di un potente boss Hon Sam.
Parallelamente si sviluppa la figura di Chan Wing-yan, anch'egli nato e vissuto negli stessi sobborghi, entra in polizia con ottimi risultati e viene, invece, assegnato al dipartimento infiltrati nelle Triadi; la sua identità viene conseguentemente cancellata e solo il sovrintendente Wong ne è a conoscenza.
Nel corso di dieci anni, Chan subisce un grande stress dal suo lavoro sotto copertura in quanto i tre anni iniziali sono in realtà stati prolungati mentre Lau sale rapidamente tra i ranghi del dipartimento di polizia.
Lau favorisce, quindi, le attività illecite della Triade di Sam fornendogli informazioni riservate circa le attività che la polizia intraprende per intercettare la banda. Yan, dal lato opposto, fa la talpa nella Triade, diventando il braccio destro di Sam e fornendo al sovrintendente Wong tutte le informazioni inerenti ai movimenti della banda; la loro comunicazione avviene con l'alfabeto morse.
Durante un'operazione della Polizia organizzata per intercettare la consegna di una partita di droga, Sam inizia a sospettare della presenza di una talpa all'interno della sua banda. Nello stesso momento anche nel dipartimento di polizia si inizia ad avere il sospetto della presenza di un informatore della Triade e Lau viene promosso a responsabile del dipartimento antimafia con l'incarico proprio di scoprire questa talpa. Da un lato (quello della Triade) e dall'altro (quello del dipartimento di polizia) iniziano quindi le operazioni per scovare le rispettive talpe. Queste culmineranno con il diretto confronto tra Lau e Yan.
Wong intende togliere Chan dal lavoro sotto copertura per paura della sua sicurezza, ma viene catturato dagli uomini di Sam e ucciso dopo aver rifiutato di rivelare l'identità di Chan come talpa della polizia.
Attraverso questo incidente, Lau recupera il cellulare di Wong e contatta Chan; entrambi concordano di sventare un affare di droga da parte di Sam. Il piano ha successo e molti degli uomini di Sam vengono arrestati, mentre Lau tradisce Sam e lo uccide. Tutto sembra essere tornato alla normalità e finalmente Chan può tornare al quartier generale della polizia, ma qui scopre che Lau era la talpa della Triade e se ne va immediatamente.
Chan e Lau si incontrano sullo stesso tetto dove Wong era stato ucciso in precedenza. Chan disarma Lau ma l'ispettore B arriva sulla scena e ordina a Chan di liberare Lau. Chan tiene Lau come ostaggio ma viene improvvisamente colpito alla testa da B, che poi rivela a Lau che anche lui è una talpa piantata da Sam. Mentre prendono l'ascensore verso l'atrio, Lau uccide B per il desiderio di sradicare le tracce del suo passato. Uscendo dall'ascensore, Lau mostra la sua carta d'identità alla polizia per identificarsi come uno di loro.
Mesi dopo la morte di Chan, il suo psichiatra Lee scopre documenti che rivelano la vera identità di Chan come ufficiale di polizia sotto copertura; B diventa un capro espiatorio per Lau come vera talpa nelle forze di polizia e il caso è chiuso. Lau saluta Chan al suo funerale. Un flashback ribadisce il punto in cui Lau desiderava aver preso una strada diversa nella vita.
In Cina e Malesia, a causa delle restrizioni per cui i criminali devono sempre essere puniti alla fine, si ha un finale alternativo in cui Lau viene scoperto e arrestato all'arrivo della polizia, il che rende però la trama incoerente con i sequel.

## Accoglienza

### Critica
Per l'ottima sceneggiatura e la realizzazione tecnica di alto livello (in cui si distingue ancora una volta la fotografia del veterano Doyle) è considerato dalla critica il film che ha rilanciato il genere hard-boiled ad Hong Kong, dopo un periodo di apparente declino.

## Riconoscimenti
- 2002 - Hong Kong Film Awards
  - Miglior film
  - Miglior regia
  - Miglior sceneggiatura
  - Miglior attore protagonista (Tony Leung Chiu-Wai)
  - Miglior attore non protagonista (Anthony Wong)
  - Miglior montaggio
  - Miglior canzone originale
- 2003 - Far East Film Festival
  - Premio del pubblico

## Prequel, sequel e remake
- Il film Infernal Affairs II - Affari sporchi è un prequel, mentre Infernal Affairs III - Affari sporchi è un sequel che include anche flashback precedenti al film originale.
- Martin Scorsese ha realizzato un remake di questo film, The Departed - Il bene e il male, vincitore di 4 premi Oscar.